# Kuchl
Kuchl is een gemeente in de Oostenrijkse deelstaat Salzburg, en maakt deel uit van het district Hallein.
Kuchl telt 6597 inwoners.

## Geboren
- Nicolas Seiwald (2001), voetballer

## Foto's

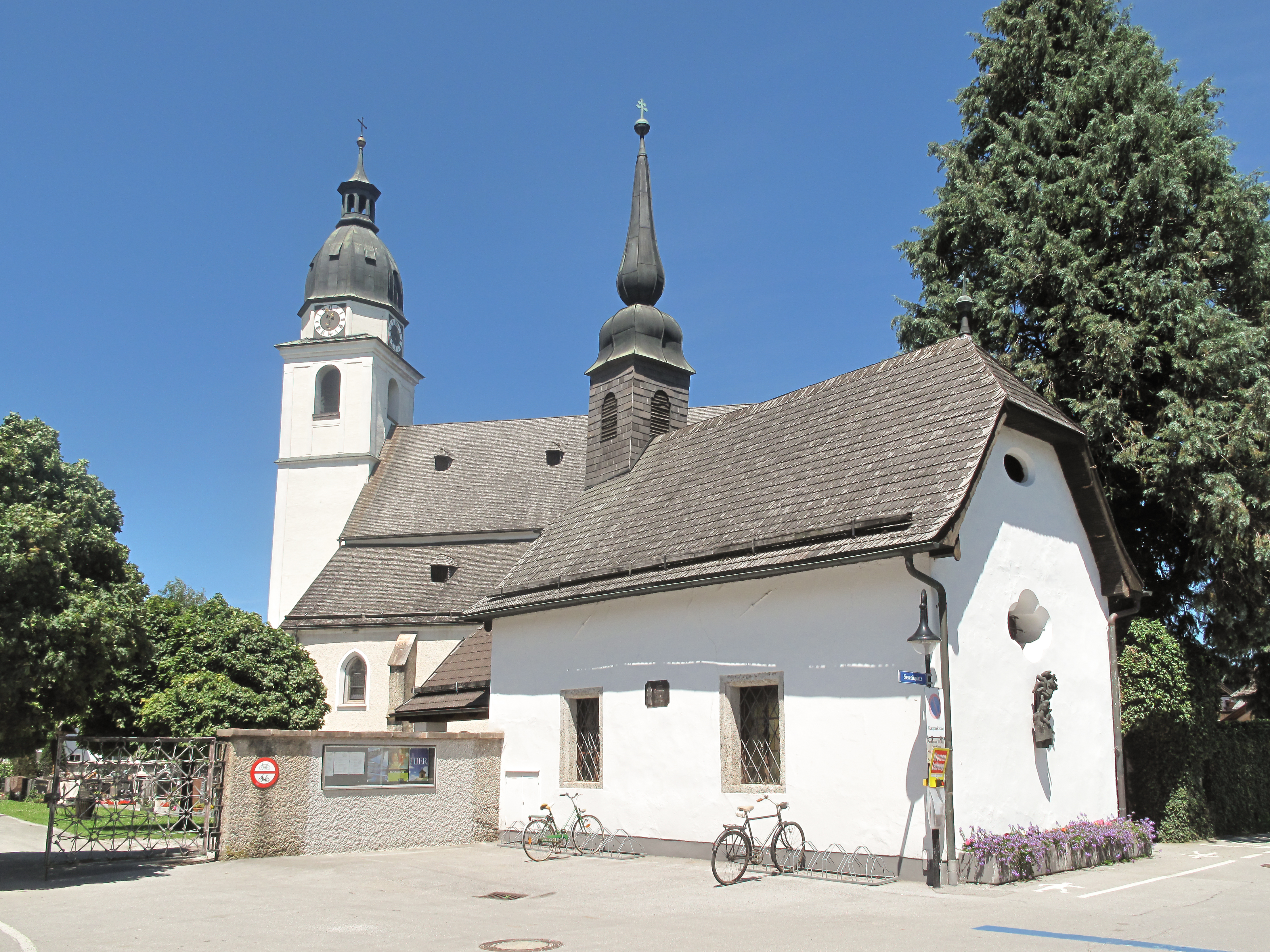
Kuchl, kerk
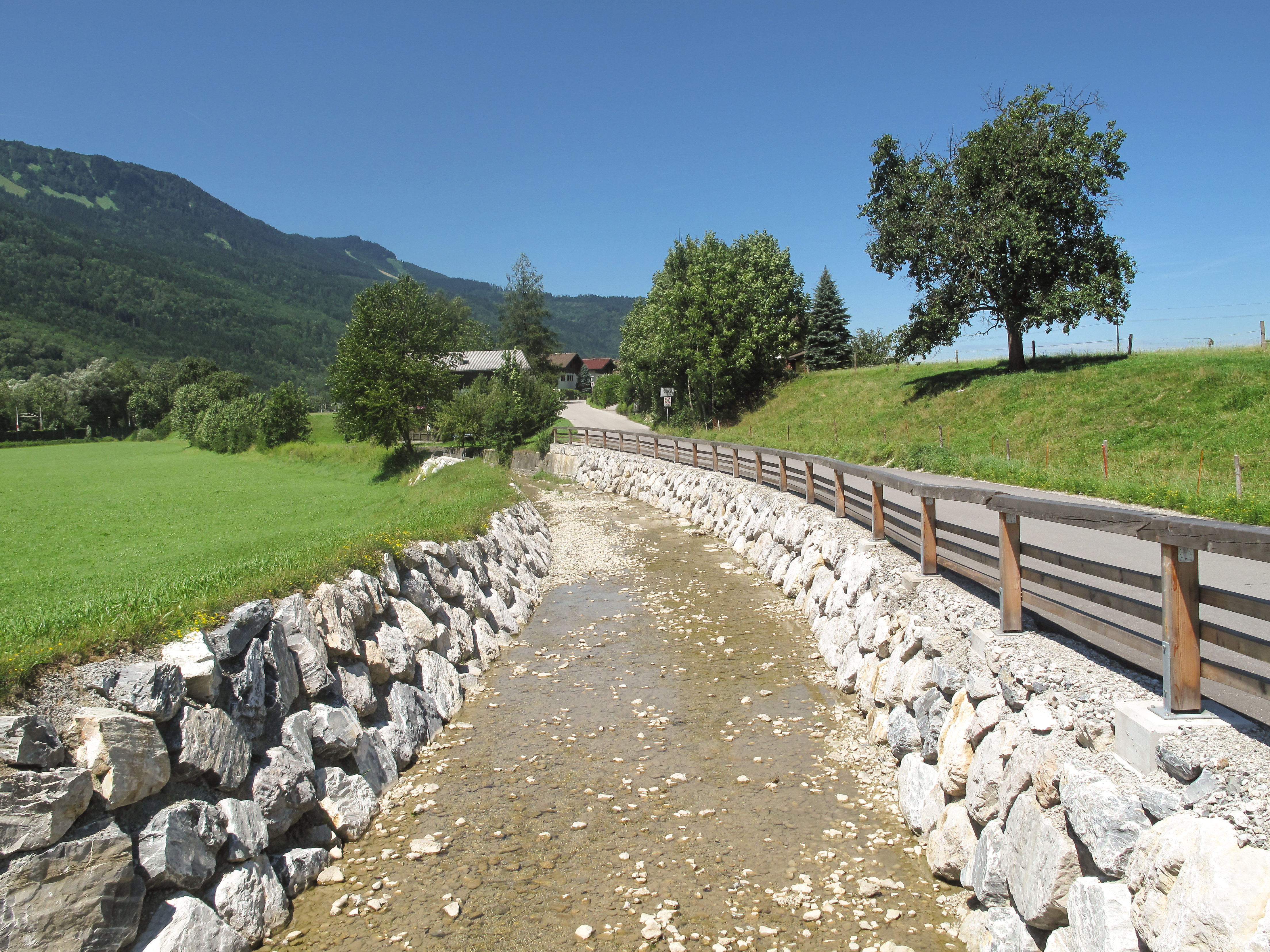
Tussen Kuchl en Kellau, droge rivierbedding

Abtenau ·
Adnet ·
Annaberg-Lungötz ·
Bad Vigaun ·
Golling ·
Hallein ·
Krispl ·
Kuchl ·
Oberalm ·
Puch ·
Rußbach ·
St. Koloman ·
Scheffau
- Gemeinsame Normdatei: 4313654-0
- Nationale Bibliotheek van Tsjechië: ge1127690
- Virtual International Authority File: 244689935
- WorldCat: E39PBJyrVFKYPJbJrrj3yMdYT3